# Зелёная лампа (1927—1939)
«Зелёная лампа» — воскресное литературно-философское общество, созданное в 1927 году в Париже и собиравшееся, как правило, в доме Мережковских: Д. С. Мережковского и З. Н. Гиппиус. Общество, как отмечалось, сыграло видную роль в интеллектуальной жизни первой эмиграции и в течение ряда лет собирало лучших представителей русской зарубежной интеллигенции.

## История общества
Первое собрание «Зелёной лампы» состоялось 5 февраля 1927 года в здании Русского торгово-промышленного союза в Париже. Мережковский произнёс речь о задачах нового общества; его содокладчик Вл. Ходасевич напомнил присутствующим о традициях, связанных с названием кружка (см. «Зелёная лампа»). «Пламя нашей Лампы светит сквозь зелёный абажур, вернее, сквозь зелёный цвет надежды», — сказал в своём слове Д. С. Мережковский. Председателем общества был избран Г. В. Иванов, секретарём — В. Злобин, личный секретарь З. Гиппиус.
Как вспоминал Ю. Терапиано, Мережковские решили создать нечто вроде «инкубатора идей», род тайного общества, где все были бы между собой связаны («в заговоре») относительно важнейших вопросов.
24 февраля и 1 марта прошли два заседания «Зелёной лампы» на тему «Русская литература в изгнании». 31 марта состоялся «Стихотворный вечер Зелёной лампы», на котором Мережковский прочёл свои стихи. В течение 1927 года прошли заседания «Зелёной лампы» на темы:
«Русская интеллигенция как духовный орден», «Есть ли цель у поэзии?», «Умирает ли христианство?».
Стенографические отчеты первых пяти собраний напечатаны в журнале «Новый Корабль». Основанный З. Гиппиус, он своим названием намекал на ассоциации с Ноевым ковчегом и развивал в своих публикациях тему грядущего религиозного «спасения». Журнал просуществовал около двух лет (1927—1928). Первые доклады здесь прочли: М. О. Цетлин («О литературной критике»), Зинаида Гиппиус («Русская литература в изгнании»), И. И. Бунаков-Фондаминский («Русская интеллигенция как духовный орден»), Г. В. Адамович «Есть ли цель у поэзии?».
Собрания «Зелёной лампы» были доступны для избранных. Участники приглашались по списку, а при входе секретарь В. А. Злобин взимал с каждого небольшую плату для покрытия расходов по найму зала. Как вспоминает Ю. Терапиано, около девяти часов вечера зал обыкновенно был уже полный. В числе завсегдатаев были И. А. Бунин с супругой, Б. К. Зайцев, М. А. Алданов, А. М. Ремизов, В. Ф. Ходасевич, Н. А. Тэффи: они занимали место в первом ряду. Часто бывали в «Зелёной лампе» редакторы журнала «Современные записки» М. В. Вишняк, В. В. Руднев и И. И. Бунаков-Фондаминский, из «Последних новостей» приходили И. П. Демидов и В. И. Талин, из «Возрождения» С. К. Маковский. Участниками прений выступали философы Н. Бердяев, К. Мочульский, Г. Федотов, Л. Шестов.
18 и 27 февраля 1928 года состоялись два заседания «Зелёной лампы» на тему «Толстой и большевизм». В марте из-за конфликта с Г. В. Ивановым из правления «Зелёной лампы» вышел В. Ф. Ходасевич. 10 апреля прошло заседание на тему «Апокалипсис нашего времени В. В. Розанова (о Ветхом Завете и христианстве)». 12 апреля правление «Зелёной лампы», по словам Гиппиус, «разрушилось». С этого времени заседания проходили нерегулярно.
В конце 1929 года прошёл «двойной вечер» «Зелёной лампы» в парижском зале «Плейель» на тему «О любви», собравший большую аудиторию, а также заседание, посвящённое Джойсу и Прусту; весной 1930 года — заседания на темы «Отчего нам стало скучно?» и «Символизм» (дважды).